# Domjevin
Domjevin település Franciaországban, Meurthe-et-Moselle megyében. Lakosainak száma 264 fő (2022. január 1.). Domjevin Emberménil, Bénaménil, Blémerey, Fréménil, Manonviller, Reillon és Vého községekkel határos.

## Népesség
A település népességének változása:
| Lakosok száma | 257  | 228  | 230  | 237  | 256  | 255  | 256  | 258  | 260  | 264  |
|               | 1968 | 1982 | 1990 | 2006 | 2013 | 2015 | 2017 | 2019 | 2020 | 2022 |